# Benjamin Ferencz
Benjamin Berell Ferencz (ur. 11 marca 1920 w Șomcuta Mare, zm. 7 kwietnia 2023 w Boynton Beach) – amerykański prawnik.

## Życiorys
Urodzony 11 marca 1920 roku w Șomcuta Mare, syn Josepha Ferencza i jego żony Sarah (z domu Legman-Schwartz). Jego narodziny zbiegły się w czasie z przejściem Siedmiogrodu na rzecz Rumunii kosztem Węgier; Ferenczowie byli Żydami i obawiając się prześladowań wyemigrowali do Nowego Jorku nim Benjamin skończył rok. Uczęszczał do City College of New York, który ukończył w 1940 roku. Następnie wstąpił na Harvard Law School. W tym czasie pracował także jako asystent kryminologa Sheldona Gluecka i zajmował się badaniem niemieckich zbrodni. Po ukończeniu studiów (1943 r.), Ferencz został wcielony do armii i walczył w Normandii. Wkrótce potem trafił do jednostki zajmującej się niemieckimi zbrodniami wojennymi i zbierał dowody przeciw nazistom m.in. w wyzwolonych obozach Buchenwald, Mauthausen i Dachau. Zwolniony z armii w grudniu 1945 r. w stopniu sierżanta. W toczącym się w latach 1947–1948 procesie przeciwko 24 członkom Einsatzgruppen występował jako główny oskarżyciel.
W 1948 roku został dyrektorem Jewish Restitution Successor Organization, która zajmowała się odzyskiwaniem zagrabionego przez nazistów majątku żydowskiego. W 1952 r. został dyrektorem Conference on Jewish Material Claims against Germany, a wkrótce potem dyrektorem United Restitution Organization. W tym samym roku reprezentował Jewish Restitution Successor Organization w negocjowaniu reparacji pomiędzy Niemcami Zachodnimi i Izraelem.
W latach 1985–1996 pracował jako profesor prawa międzynarodowego na Pace University w Nowym Jorku.
Angażował się w uruchomienie Międzynarodowego Trybunału Karnego i krytycznie oceniał nieprzyjęcie Statutu Rzymskiego przez Stany Zjednoczone.
Sprzeciwiał się wojnom, apelując o rozwiązywanie konfliktów międzynarodowych na drodze prawnej (Law, not war).
Z żoną Gertrude (pobrali się w 1946) miał czworo dzieci.
Został uhonorowany m.in. Nagrodą Erazma i Orderem Zasługi RFN.